# 穀雨
- 立春
- 雨水
- 啓蟄
- 春分
- 清明
- 穀雨
- 立夏
- 小満
- 芒種
- 夏至
- 小暑
- 大暑
- 立秋
- 処暑
- 白露
- 秋分
- 寒露
- 霜降
- 立冬
- 小雪
- 大雪
- 冬至
- 小寒
- 大寒

穀雨（こくう）は、二十四節気の第6。三月中（通常旧暦3月内）。
現在広まっている定気法では太陽黄経が30度のとき（黄道十二宮では金牛宮の原点に相当）で4月20日ごろ。暦ではそれが起こる日だが、天文学ではその瞬間とする。平気法では冬至から1/3年（約121.75日）後で4月22日ごろ。期間としての意味もあり、この日から、次の節気の立夏前日までである。

## 季節の特徴
田畑の準備が整い、それに合わせて春の雨の降るころ。
穀雨とは、穀物の成長を助ける雨のことである。『暦便覧』には「春雨降りて百穀を生化すればなり」と記されている。
穀雨の終わりごろ（立夏直前）に八十八夜(立春の87日後の日)がある。

## 日付
定気法による穀雨の瞬間（世界時、UT）と、日本・中国での穀雨日の日付は表のとおり。日本における時刻はこの表の9時間後、中国では8時間後となり、世界時15時台の2国の日付は異なる。

| 年     | 日時 (UT)    | 日本    | 中国    |
| ------ | ------------ | ------- | ------- |
| 1966年 | 4月20日13:12 | 4月20日 | 4月20日 |
| 1967年 | 4月20日18:55 | 4月21日 | 4月21日 |
| 1968年 | 4月20日00:41 | 4月20日 | 4月20日 |
| 1969年 | 4月20日06:27 | 4月20日 | 4月20日 |
| 1970年 | 4月20日12:15 | 4月20日 | 4月20日 |
| 1971年 | 4月20日17:54 | 4月21日 | 4月21日 |
| 1972年 | 4月19日23:37 | 4月20日 | 4月20日 |
| 1973年 | 4月20日05:30 | 4月20日 | 4月20日 |
| 1974年 | 4月20日11:19 | 4月20日 | 4月20日 |
| 1975年 | 4月20日17:07 | 4月21日 | 4月21日 |
| 1976年 | 4月19日23:03 | 4月20日 | 4月20日 |
| 1977年 | 4月20日04:57 | 4月20日 | 4月20日 |
| 1978年 | 4月20日10:50 | 4月20日 | 4月20日 |
| 1979年 | 4月20日16:35 | 4月21日 | 4月21日 |
| 1980年 | 4月19日22:23 | 4月20日 | 4月20日 |
| 1981年 | 4月20日04:19 | 4月20日 | 4月20日 |
| 1982年 | 4月20日10:07 | 4月20日 | 4月20日 |
| 1983年 | 4月20日15:50 | 4月21日 | 4月20日 |
| 1984年 | 4月19日21:38 | 4月20日 | 4月20日 |
| 1985年 | 4月20日03:26 | 4月20日 | 4月20日 |
| 1986年 | 4月20日09:12 | 4月20日 | 4月20日 |
| 1987年 | 4月20日14:58 | 4月20日 | 4月20日 |
| 1988年 | 4月19日20:45 | 4月20日 | 4月20日 |
| 1989年 | 4月20日02:39 | 4月20日 | 4月20日 |
| 1990年 | 4月20日08:27 | 4月20日 | 4月20日 |
| 1991年 | 4月20日14:08 | 4月20日 | 4月20日 |
| 1992年 | 4月19日19:57 | 4月20日 | 4月20日 |
| 1993年 | 4月20日01:49 | 4月20日 | 4月20日 |
| 1994年 | 4月20日07:36 | 4月20日 | 4月20日 |
| 1995年 | 4月20日13:21 | 4月20日 | 4月20日 |
| 1996年 | 4月19日19:10 | 4月20日 | 4月20日 |
| 1997年 | 4月20日01:03 | 4月20日 | 4月20日 |
| 1998年 | 4月20日06:57 | 4月20日 | 4月20日 |
| 1999年 | 4月20日12:46 | 4月20日 | 4月20日 |
| 2000年 | 4月19日18:40 | 4月20日 | 4月20日 |
| 2001年 | 4月20日00:36 | 4月20日 | 4月20日 |
| 2002年 | 4月20日06:20 | 4月20日 | 4月20日 |
| 2003年 | 4月20日12:03 | 4月20日 | 4月20日 |
| 2004年 | 4月19日17:50 | 4月20日 | 4月20日 |
| 2005年 | 4月19日23:37 | 4月20日 | 4月20日 |
| 2006年 | 4月20日05:26 | 4月20日 | 4月20日 |
| 2007年 | 4月20日11:07 | 4月20日 | 4月20日 |
| 2008年 | 4月19日16:51 | 4月20日 | 4月20日 |
| 2009年 | 4月19日22:44 | 4月20日 | 4月20日 |
| 2010年 | 4月20日04:30 | 4月20日 | 4月20日 |
| 2011年 | 4月20日10:17 | 4月20日 | 4月20日 |
| 2012年 | 4月19日16:12 | 4月20日 | 4月20日 |
| 2013年 | 4月19日22:03 | 4月20日 | 4月20日 |
| 2014年 | 4月20日03:56 | 4月20日 | 4月20日 |
| 2015年 | 4月20日09:42 | 4月20日 | 4月20日 |
| 2016年 | 4月19日15:29 | 4月20日 | 4月19日 |
| 2017年 | 4月19日21:27 | 4月20日 | 4月20日 |
| 2018年 | 4月20日03:12 | 4月20日 | 4月20日 |
| 2019年 | 4月20日08:55 | 4月20日 | 4月20日 |
| 2020年 | 4月19日14:45 | 4月19日 | 4月19日 |
| 2021年 | 4月19日20:33 | 4月20日 | 4月20日 |
| 2022年 | 4月20日02:24 | 4月20日 | 4月20日 |
| 2023年 | 4月20日08:13 | 4月20日 | 4月20日 |
| 2024年 | 4月19日13:59 | 4月19日 | 4月19日 |
| 2025年 | 4月19日19:55 | 4月20日 | 4月20日 |
| 2026年 | 4月20日01:39 | 4月20日 | 4月20日 |
| 2027年 | 4月20日07:17 | 4月20日 | 4月20日 |
| 2028年 | 4月19日13:09 | 4月19日 | 4月19日 |
| 2029年 | 4月19日18:55 | 4月20日 | 4月20日 |
| 2030年 | 4月20日00:42 | 4月20日 | 4月20日 |
| 2031年 | 4月20日06:30 | 4月20日 | 4月20日 |
| 2032年 | 4月19日12:13 | 4月19日 | 4月19日 |
| 2033年 | 4月19日18:12 | 4月20日 | 4月20日 |
| 2034年 | 4月20日00:02 | 4月20日 | 4月20日 |
| 2035年 | 4月20日05:48 | 4月20日 | 4月20日 |
| 2036年 | 4月19日11:49 | 4月19日 | 4月19日 |
| 2037年 | 4月19日17:39 | 4月20日 | 4月20日 |
| 2038年 | 4月19日23:27 | 4月20日 | 4月20日 |
| 2039年 | 4月20日05:16 | 4月20日 | 4月20日 |
| 2040年 | 4月19日10:58 | 4月19日 | 4月19日 |
| 2041年 | 4月19日16:53 | 4月20日 | 4月20日 |
| 2042年 | 4月19日22:38 | 4月20日 | 4月20日 |
| 2043年 | 4月20日04:13 | 4月20日 | 4月20日 |
| 2044年 | 4月19日10:05 | 4月19日 | 4月19日 |
| 2045年 | 4月19日15:51 | 4月20日 | 4月19日 |
| 2046年 | 4月19日21:37 | 4月20日 | 4月20日 |
| 2047年 | 4月20日03:31 | 4月20日 | 4月20日 |
| 2048年 | 4月19日09:16 | 4月19日 | 4月19日 |
| 2049年 | 4月19日15:12 | 4月20日 | 4月19日 |
| 2050年 | 4月19日21:01 | 4月20日 | 4月20日 |
| 2051年 | 4月20日02:39 | 4月20日 | 4月20日 |
| 2052年 | 4月19日08:36 | 4月19日 | 4月19日 |
| 2053年 | 4月19日14:29 | 4月19日 | 4月19日 |
| 2054年 | 4月19日20:13 | 4月20日 | 4月20日 |
| 2055年 | 4月20日02:07 | 4月20日 | 4月20日 |
| 2056年 | 4月19日07:51 | 4月19日 | 4月19日 |
| 2057年 | 4月19日13:46 | 4月19日 | 4月19日 |
| 2058年 | 4月19日19:39 | 4月20日 | 4月20日 |
| 2059年 | 4月20日01:19 | 4月20日 | 4月20日 |
| 2060年 | 4月19日07:16 | 4月19日 | 4月19日 |

### グレゴリオ暦
グレゴリオ暦による1583年から2499年までの日本の穀雨は表のとおり。
2025年の穀雨は4月20日。
365日からの超過分が毎年蓄積し、4年に一度閏年でリセットされる様子がわかる（穀雨は閏日の挿入される2月末日より後のため、4で割り切れる年が先頭）。
1983年までは4月20日、4月21日のいずれか（稀に4月19日）。
1984年からしばらく4月20日が続き、2020年からは4月19日、4月20日のいずれか（稀に4月21日）になる。
| 年              | 年を4で割った余り | 年を4で割った余り | 年を4で割った余り | 年を4で割った余り | 確定困難な（日を跨ぐ）年 |
| 年              | 0                 | 1                 | 2                 | 3                 | 真夜中の前後10分         |
| --------------- | ----------------- | ----------------- | ----------------- | ----------------- | ------------------------ |
| 1583年 - 1607年 | 20日              | 20日              | 20日              | 21日              |                          |
| 1608年 - 1639年 | 20日              | 20日              | 20日              | 20日              | 1611(20-21日)            |
| 1640年 - 1671年 | 19日              | 20日              | 20日              | 20日              | 1640(19-20日)            |
| 1672年 - 1699年 | 19日              | 19日              | 20日              | 20日              |                          |
| 1700年 - 1703年 | 20日              | 20日              | 21日              | 21日              |                          |
| 1704年 - 1735年 | 20日              | 20日              | 20日              | 21日              | 1735(20-21日)            |
| 1736年 - 1767年 | 20日              | 20日              | 20日              | 20日              |                          |
| 1768年 - 1799年 | 19日              | 20日              | 20日              | 20日              |                          |
| 1800年 - 1827年 | 20日              | 20日              | 21日              | 21日              |                          |
| 1828年 - 1859年 | 20日              | 20日              | 20日              | 21日              | 1830(20-21日)            |
| 1860年 - 1895年 | 20日              | 20日              | 20日              | 20日              | 1892(19-20日)            |
| 1896年 - 1899年 | 19日              | 20日              | 20日              | 20日              |                          |
| 1900年 - 1923年 | 20日              | 21日              | 21日              | 21日              |                          |
| 1924年 - 1955年 | 20日              | 20日              | 21日              | 21日              | 1925(20-21日)            |
| 1956年 - 1983年 | 20日              | 20日              | 20日              | 21日              |                          |
| 1984年 - 2019年 | 20日              | 20日              | 20日              | 20日              | 1987(20-21日)            |
| 2020年 - 2051年 | 19日              | 20日              | 20日              | 20日              |                          |
| 2052年 - 2079年 | 19日              | 19日              | 20日              | 20日              |                          |
| 2080年 - 2099年 | 19日              | 19日              | 19日              | 20日              | 2082(19-20日)            |
| 2100年 - 2111年 | 20日              | 20日              | 20日              | 21日              |                          |
| 2112年 - 2147年 | 20日              | 20日              | 20日              | 20日              | 2144(19-20日)            |
| 2148年 - 2175年 | 19日              | 20日              | 20日              | 20日              |                          |
| 2176年 - 2199年 | 19日              | 19日              | 20日              | 20日              |                          |
| 2200年 - 2207年 | 20日              | 20日              | 21日              | 21日              |                          |
| 2208年 - 2239年 | 20日              | 20日              | 20日              | 21日              | 2239(20-21日)            |
| 2240年 - 2271年 | 20日              | 20日              | 20日              | 20日              |                          |
| 2272年 - 2299年 | 19日              | 20日              | 20日              | 20日              |                          |
| 2300年 - 2303年 | 20日              | 21日              | 21日              | 21日              |                          |
| 2304年 - 2331年 | 20日              | 20日              | 21日              | 21日              |                          |
| 2332年 - 2363年 | 20日              | 20日              | 20日              | 21日              | 2334(20-21日)            |
| 2364年 - 2399年 | 20日              | 20日              | 20日              | 20日              | 2396(19-20日)            |
| 2400年 - 2431年 | 19日              | 20日              | 20日              | 20日              | 2429(19-20日)            |
| 2432年 - 2459年 | 19日              | 19日              | 20日              | 20日              | 2458(19-20日)            |
| 2460年 - 2491年 | 19日              | 19日              | 19日              | 20日              | 2491(19-20日)            |
| 2492年 - 2499年 | 19日              | 19日              | 19日              | 19日              |                          |

## 七十二候
穀雨の期間の七十二候は以下の通り。
初候
葭始生（よし はじめて しょうず） : 葦が芽を吹き始める（日本）
萍始生（うきくさ はじめて しょうず） : 浮き草が芽を出し始める（中国）
次候
霜止出苗（しも やんで なえ いず） : 霜が終わり稲の苗が生長する（日本）
鳴鳩払其羽（めいきゅう その はねを はらう） : 鳴鳩が羽を払う（中国）
末候
牡丹華（ぼたん はな さく） : 牡丹の花が咲く（日本）
戴勝降于桑（たいしょう くわに くだる） : 戴勝が桑の木に止まって蚕を生む（中国）

## 前後の節気
清明 → 穀雨 → 立夏